# 马尔讷
马尔讷（德語：Marne，發音：[ˈmaʁnə] ⓘ）是德国石勒苏益格-荷尔斯泰因州迪特马申县的城市，面积4.83平方千米，2023年12月31日人口为5,979人。